# Chiesa di San Leonardo (Guardia Sanframondi)
La chiesa di San Leonardo è un antico luogo di culto sito nel centro storico di Guardia Sanframondi.

## Storia
Venne edificata nel 1523 secondo il De Blasio dai Colantuono e dai De Vito come cappella privata. Secondo il Pescitelli, invece, fu edificata solo dai Colantuono e successivamente restaurata da Giovan Angelo De Vito a seguito della Santa Visita di Mons. Savino del 1597 quando venne trovata "dirutam et profanatam".
Nel 1685 mons. De Bellis scrisse che era divenuta grancia della chiesa dell'Annunziata di Guardia.
Fu gravemente danneggiata dal terremoto del 5 giugno 1688 ma venne presto riparata.

## Descrizione
Attualmente la chiesa è inaccessibile e come gran parte del centro storico di Guardia Sanframondi è in stato di abbandono.